# III. třída okresu Hradec Králové 2004/2005
V utkáních III. třídy okresu Hradec Králové 2004/2005, jedné ze skupin 9. nejvyšší fotbalové soutěže v Česku, se utkalo 14 týmů dvoukolovým systémem podzim – jaro. Tento ročník začal v srpnu 2004 a skončil v červnu 2005.
Postup do II. třídy okresu Hradec Králové 2005/2006 si zajistily první dva týmy TJ Sokol Stěžery a TJ Sokol Nepolisy. Sestoupily poslední dva týmy FK Černilov "B" a TJ Sokol Cerekvice n/B.-Třebovice.

## Konečná tabulka III. třídy okresu Hradec Králové 2004/2005
| Poř. | Tým                               | Z  | V  | R | P  | VG | OG | B  |
| ---- | --------------------------------- | -- | -- | - | -- | -- | -- | -- |
| 1.   | TJ Sokol Stěžery                  | 26 | 16 | 5 | 5  | 72 | 32 | 53 |
| 2.   | TJ Sokol Nepolisy                 | 26 | 15 | 6 | 5  | 56 | 37 | 51 |
| 3.   | SK Slavia Libřice                 | 26 | 16 | 2 | 8  | 65 | 37 | 50 |
| 4.   | Sokol Smidary-Červeněves          | 26 | 14 | 2 | 10 | 76 | 53 | 44 |
| 5.   | Sk Bystřian Kunčice "B"           | 26 | 13 | 1 | 12 | 51 | 45 | 40 |
| 6.   | TJ Sokol Malšova Lhota            | 26 | 13 | 1 | 12 | 41 | 41 | 40 |
| 7.   | TJ Ohnišťany                      | 26 | 11 | 4 | 11 | 48 | 44 | 37 |
| 8.   | Sokol Lhota pod Libčany "B"       | 26 | 11 | 3 | 12 | 45 | 45 | 36 |
| 9.   | AFK Dobřenice                     | 26 | 11 | 3 | 12 | 39 | 45 | 36 |
| 10.  | FC Spartak Kobylice "B"           | 26 | 11 | 1 | 14 | 47 | 52 | 34 |
| 11.  | AFK Probluz "B"                   | 26 | 9  | 5 | 12 | 46 | 56 | 32 |
| 12.  | TJ Sokol Nové Město nad Cidlinou  | 26 | 10 | 1 | 15 | 43 | 69 | 31 |
| 13.  | FK Černilov "B"                   | 26 | 6  | 5 | 15 | 32 | 65 | 23 |
| 14.  | TJ Sokol Cerekvice n/B.-Třebovice | 26 | 5  | 3 | 18 | 43 | 83 | 18 |

Poznámky:
- Z = Odehrané zápasy; V = Vítězství; R = Remízy; P = Prohry; VG = Vstřelené góly; OG = Obdržené góly; B = Body; (S) = Mužstvo sestoupivší z vyšší soutěže; (N) = Mužstvo postoupivší z nižší soutěže (nováček)

|  | Postup do II. třídy okresu Hradec Králové 2005/2006 |
|  | Sestup do IV. třídy okresu Hradec Králové 2005/2006 |